# Chiesa Blu
La chiesa di Santa Elisabetta (Kostol svätej Alžbety in slovacco), conosciuta come chiesa Blu (Modrý kostolík), per il colore che la caratterizza, è un luogo di culto cattolico di Bratislava, situata nella zona orientale della Città Vecchia. Il tempio è dedicato a Elisabetta d'Ungheria, figlia di Andrea II d'Ungheria, cresciuta nel castello di Bratislava.
La chiesa venne edificata in stile Secessione a partire dal 1907, su progetto dell'architetto ungherese Ödön Lechner. Esternamente è presente un campanile cilindrico alto circa 36 metri, sormontato da una cupola. Si trovano anche diversi richiami al romanico e all'arte bizantina, nei portali e nei mosaici che ornano l'esterno.
La riproduzione in miniatura della chiesa Blu è presente nel parco Mini-Europe di Bruxelles.

## Galleria d'immagini

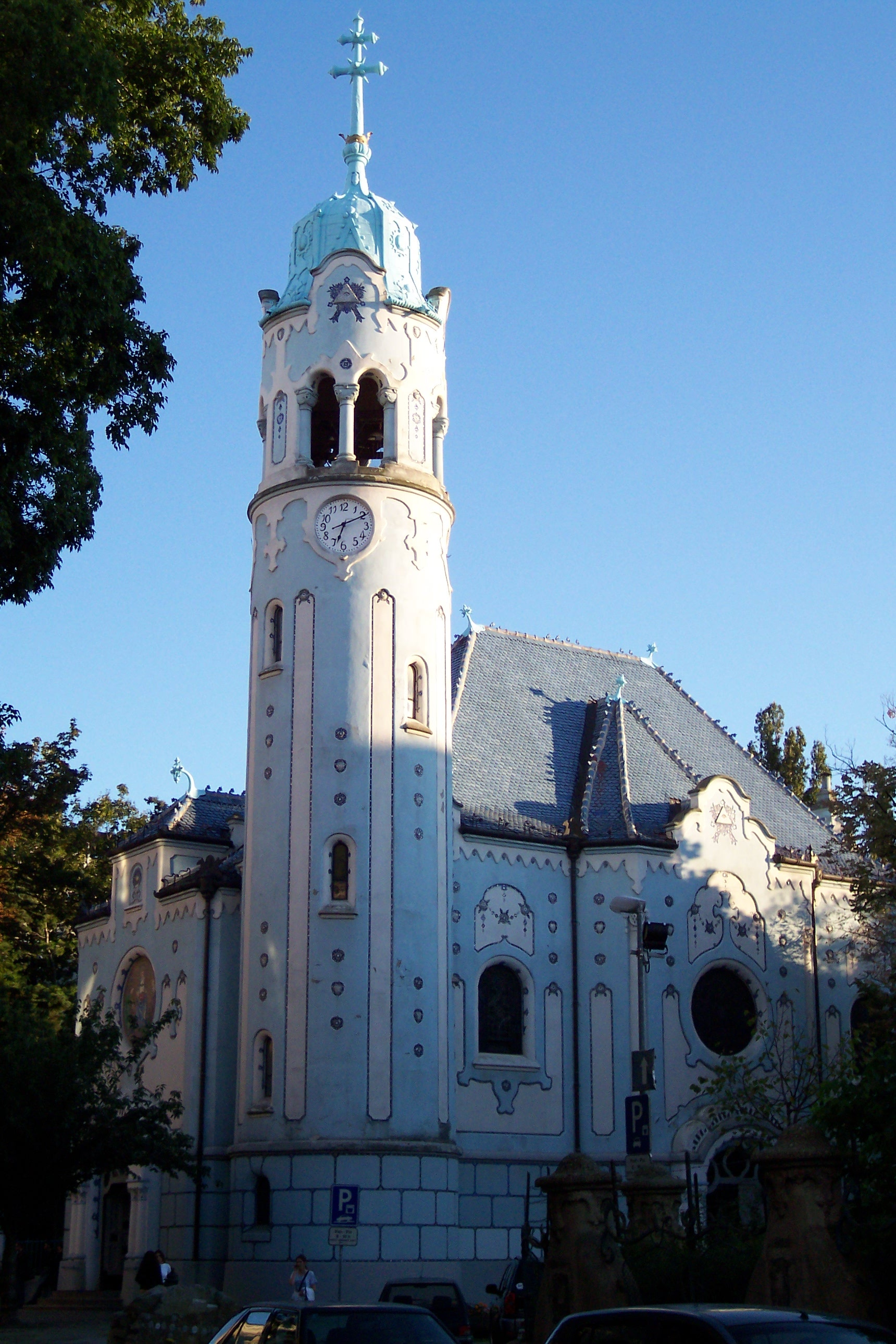
Veduta esterna
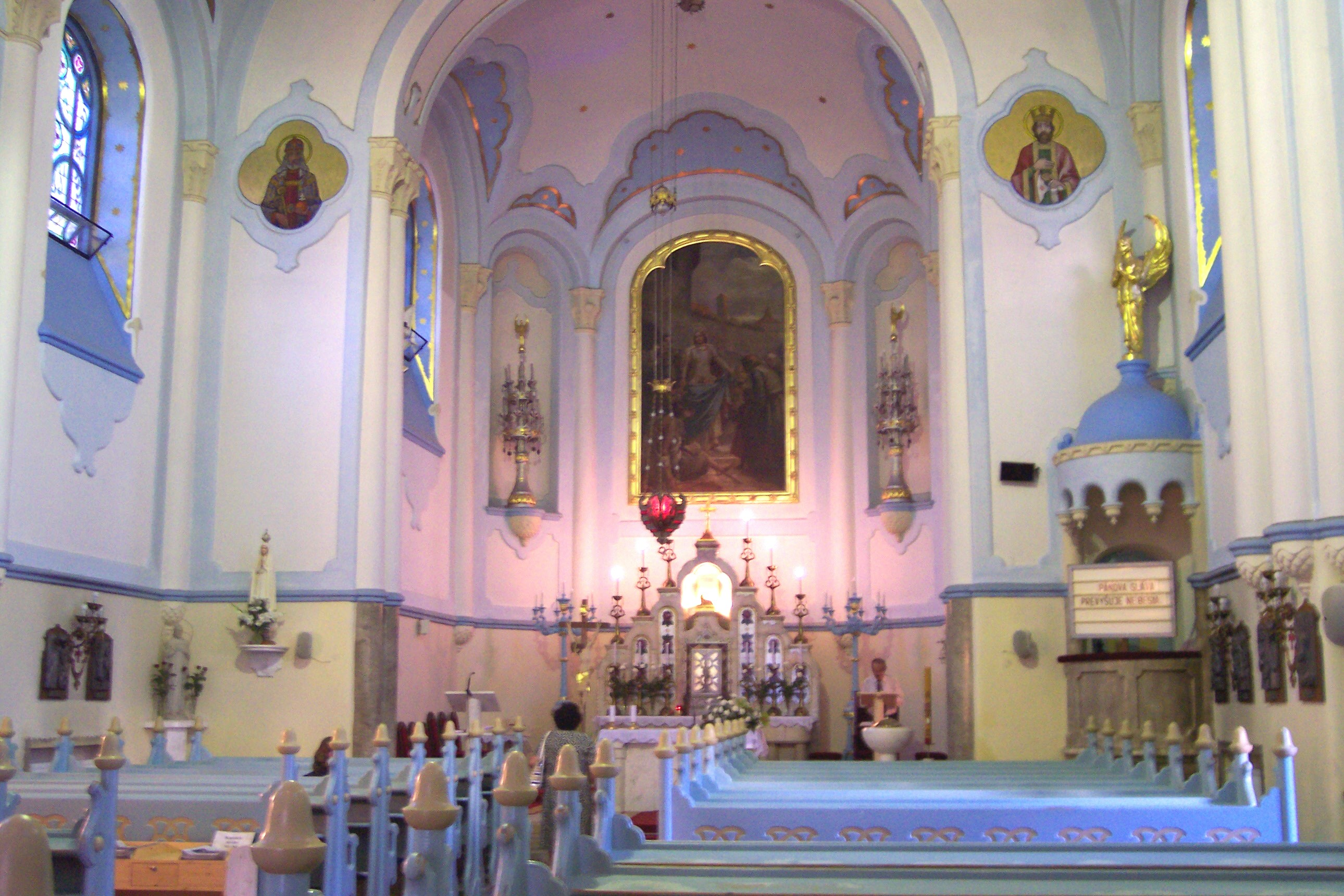
Interno della Chiesa Blu
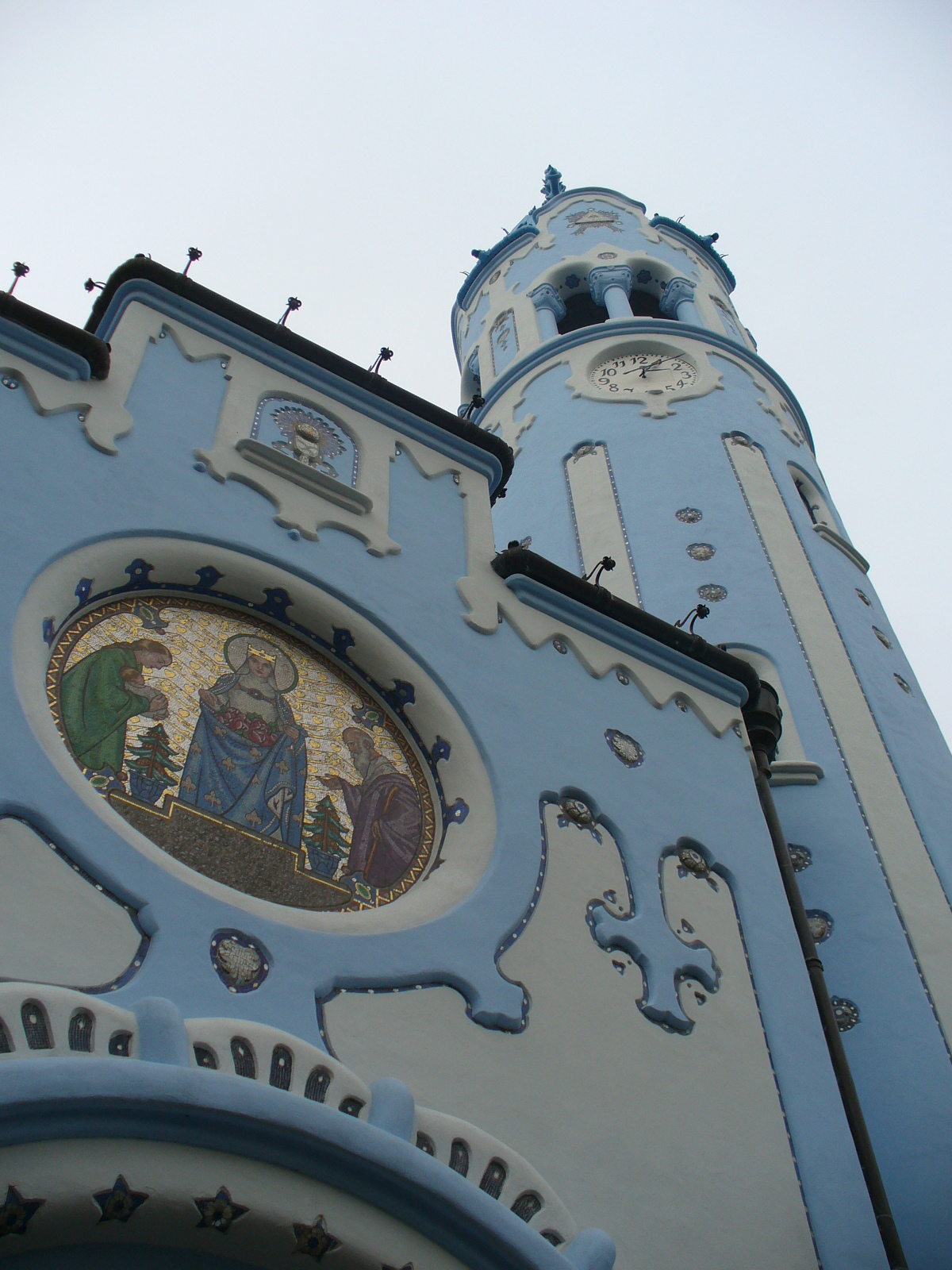
Facciata e campanile